# نموذج دونابيديان
نموذج دونابيديان هو نموذج مفاهيمي يوفر إطارًا لفحص الخدمات الصحية وتقييم جودة الرعاية الصحية. وفقًا للنموذج، يمكن استخلاص المعلومات حول جودة الرعاية من ثلاث فئات: "الهيكل" و "العملية" و "النتائج". يصف الهيكل السياق الذي يتم فيه تقديم الرعاية، بما في ذلك مباني المستشفيات والموظفين والتمويل والمعدات. تشير العملية إلى المعاملات بين المرضى ومقدمي الرعاية الصحية طوال فترة تقديم الرعاية الصحية. وأخيرًا، تشير النتائج إلى آثار الرعاية الصحية على الحالة الصحية للمرضى والسكان. طور الطبيب وباحث الخدمات الصحية في جامعة ميشيغان، أفيديس دونابيديان النموذج الأصلي في عام 1966. وبالرغم من تواجد أطر أخرى للرعاية ذات نوعية جيدة، بما في ذلك إطار جودة الرعاية الذي أوصت به منظمة الصحة العالمية ومبادرة باماكو، لا يزال نموذج دونابيديان هو النموذج السائد لتقييم نوعية الرعاية الصحية.

## أبعاد الرعاية
غالبًا ما يتم تمثيل النموذج بسلسلة من ثلاثة صناديق تحتوي على هيكل وعملية ونتائج متصلة بسهام أحادية الإتجاه بهذا الترتيب. تمثل هذه الصناديق ثلاثة أنواع من المعلومات التي يمكن جمعها من أجل استخلاص استنتاجات حول جودة الرعاية في نظام معين.

### الهيكل
يشمل الهيكل جميع العوامل التي تؤثر على السياق الذي يتم فيه تقديم الرعاية. ويشمل ذلك المرافق المادية والمعدات والموارد البشرية، فضلا عن الخصائص التنظيمية مثل تدريب الموظفين وطرق الدفع. تتحكم هذه العوامل في كيفية عمل مقدمي الخدمات والمرضى في نظام الرعاية الصحية وهي مقاييس لمتوسط جودة الرعاية داخل منشأة أو نظام. غالبًا ما يكون من السهل ملاحظة الهيكل وقياسه وقد يكون السبب الأساسي للمشاكل المحددة أثناء العملية.

### العملية
العملية هي مجموع جميع الإجراءات التي تشكل الرعاية الصحية. وتشمل هذه عادة التشخيص والعلاج والرعاية الوقائية وتثقيف المرضى ولكن يمكن توسيعها لتشمل الإجراءات التي يتخذها المرضى أو أسرهم. يمكن تصنيف العمليات بشكل أكبر على أنها عمليات تقنية، كيف يتم تقديم الرعاية، أو العمليات الشخصية، والتي تشمل جميعها الطريقة التي يتم بها تقديم الرعاية. وفقًا لـدونابيديان، فإن قياس العملية يعادل تقريبًا قياس جودة الرعاية لأن العملية تحتوي على جميع أعمال تقديم الرعاية الصحية. يمكن الحصول على معلومات حول العملية من السجلات الطبية أو المقابلات مع المرضى والممارسين أو الملاحظات المباشرة لزيارات الرعاية الصحية.

### النتيجة
تحتوي النتيجة على جميع آثار الرعاية الصحية على المرضى أو السكان، بما في ذلك التغييرات في الحالة الصحية أو السلوك أو المعرفة بالإضافة إلى رضا المرضى ونوعية الحياة المتعلقة بالصحة. يُنظر إلى النتائج أحيانًا على أنها أهم مؤشرات الجودة حيث أن تحسين الحالة الصحية للمريض هو الهدف الأساسي للرعاية الصحية. ومع ذلك، فإن القياس الدقيق للنتائج التي يمكن أن تُعزى حصريًا إلى الرعاية الصحية أمر صعب للغاية. غالبًا ما يتطلب رسم الروابط بين العملية والنتائج عددًا كبيرًا من العينات، وتعديلات حسب مزيج الحالات، ومتابعات طويلة الأجل حيث قد تستغرق النتائج وقتًا طويلاً لتصبح قابلة للملاحظة.
على الرغم من الاعتراف به وتطبيقه على نطاق واسع في العديد من المجالات المتعلقة بالرعاية الصحية، فقد تم تطوير نموذج دونابيديان لتقييم جودة الرعاية في الممارسة السريرية. وليس للنموذج تعريف ضمني للرعاية الجيدة بحيث يمكن تطبيقه على المشاكل ذات النطاق الواسع أو الضيق. يلاحظ دونابيديان أن كل مجال من المجالات الثلاثة له مزايا وعيوب تتطلب من الباحثين رسم روابط بينهم من أجل خلق سلسلة من السببية مفيدة من الناحية المفاهيمية لفهم النظم وكذلك تصميم التجارب والتدخلات.

## التطبيقات
طور دونابيديان إطار جودة الرعاية الخاص به ليكون مرنًا بدرجة كافية للتطبيق في أماكن الرعاية الصحية المتنوعة وبين المستويات المختلفة داخل نظام التوصيل.
وفي أبسط مستوياته، يمكن استخدام إطار العمل لتعديل الهياكل والعمليات داخل وحدة تقديم الرعاية الصحية، مثل ممارسة المجموعة الصغيرة أو مركز الرعاية المتنقلة، لتحسين تدفق المرضى أو تبادل المعلومات. فعلى سبيل المثال، قد يهتم مديرو الصحة في ممارسة الأطباء الصغيرة بتحسين عملية تنسيق العلاج من خلال تحسين الاتصال بنتائج المختبر من المختبر إلى مقدم الرعاية في محاولة لتبسيط رعاية المرضى. تعتمد عملية تبادل المعلومات، في هذه الحالة نقل نتائج المختبر إلى الطبيب المعالج، على هيكل يتلقى النتائج ويفسرها. يمكن أن يتضمن الهيكل سجلًا صحيًا إلكترونيًا (EHR) يملأه المختبر بنتائج المختبر لاستخدامه من قبل الطبيب لإكمال التشخيص. لتحسين هذه العملية، قد ينظر مسؤول الرعاية الصحية للهيكل ويقرر شراء حل تكنولوجيا المعلومات (IT) للتنبيهات المنبثقة لنتائج معملية قابلة للتنفيذ لدمجها في EHR. يمكن تعديل العملية من خلال تغيير البروتوكول القياسي لتحديد كيفية ومتى يتم إصدار الإنذار ومن المسؤول عن كل خطوة في العملية. قد تشمل نتائج تقييم فعالية حل تحسين الجودة (QI) رضا المريض أو توقيت التشخيص أو النتائج الطبية.
بالإضافة إلى فحص الجودة داخل وحدة تقديم الرعاية الصحية، ينطبق نموذج دونابيديان على الهيكل والعملية لعلاج بعض الأمراض والحالات بهدف تحسين جودة إدارة الأمراض المزمنة. فعلى سبيل المثال، الذئبة الحمامية الجهازية (SLE) هي حالة ذات اعتلال ووفيات كبيرة وتفاوتات كبيرة في النتائج بين الأمراض الروماتيزمية. يشير الميل إلى أن تكون رعاية SLE مجزأة وضعيفة التنسيق، بالإضافة إلى دليل على أن عوامل نظام الرعاية الصحية المرتبطة بتحسين نتائج SLE قابلة للتعديل، إلى فرصة لتحسين العملية من خلال التغييرات في الرعاية الوقائية والمراقبة والرعاية الذاتية الفعالة. قد يطور باحث أدلة داخل هذه المجالات لتحليل العلاقة بين الهيكل والعملية بالنتائج في رعاية SLE لأغراض إيجاد حلول لتحسين النتائج. قد يكشف تحليل هيكل رعاية SLE عن وجود ارتباط بين الوصول إلى الرعاية والتمويل لتحقيق نتائج جيدة. قد يكشف تحليل هيكل رعاية SLE عن وجود ارتباط بين الوصول إلى الرعاية والتمويل لتحقيق نتائج جيدة. وقد ينظر تحليل العملية في تخصص المستشفى والطبيب في رعاية SLE وكيف ترتبط بوفيات SLE في المستشفيات، أو التأثير على النتائج من خلال تضمين مؤشرات QI إضافية لتشخيص وعلاج SLE. و لتقييم هذه التغييرات في الهيكل والعملية، سيتم استخدام الأدلة المستقاة من التغيرات في الوفيات وأضرار الأمراض ونوعية الحياة المتعلقة بالصحة للتحقق من صحة التغييرات في الهيكل والعملية.
يمكن أيضًا تطبيق نموذج دونابيديان على نظام صحي كبير لقياس الجودة الشاملة ومواءمة أعمال التحسين عبر المستشفى أو الممارسة الجماعية أو النظام الصحي المتكامل الكبير لتحسين الجودة والنتائج للسكان. وفي عام 2007، اقترح المعهد الأمريكي لتحسين الرعاية الصحية "مقاييس النظام بأكمله" التي تتناول هيكل وعملية ونتائج الرعاية. و تزود هذه المؤشرات قادة الرعاية الصحية بالبيانات لتقييم أداء المنظمة من أجل تصميم تخطيط QI الاستراتيجي. تقتصر المؤشرات على 13 مقياسًا محددًا غير مرضي يوفر مؤشرات على مستوى النظام للجودة، تنطبق على كل من المرضى الداخليين والخارجيين وعبر سلسلة الرعاية المستمرة.  بالإضافة إلى إعلام خطة QI، يمكن استخدام هذه التدابير لتقييم جودة رعاية النظام بمرور الوقت، وكيفية أدائها بالنسبة لأهداف التخطيط الاستراتيجي المعلنة، وكيفية أدائها مقارنة بالمنظمات المماثلة.

## الانتقادات والتعديلات
في حين أن نموذج دونابيديان لا يزال يعمل كإطار محوري في أبحاث الخدمات الصحية، فقد اقترح باحثون آخرون قيودًا محتملة، وفي بعض الحالات، تم اقتراح تعديلات على النموذج. وقد وصف البعض التقدم المتسلسل من الهيكل إلى العملية إلى النتيجة بأنه خطي للغاية للإطار، وبالتالي فإن له فائدة محدودة في التعرف على كيفية تأثير المجالات الثلاثة والتفاعل مع بعضها البعض. كما تم انتقاد النموذج لفشله في دمج خصائص سابقة (مثل خصائص المريض والعوامل البيئية) وهي سلائف مهمة لتقييم جودة الرعاية. يقترح كلا من كويل وباتلز أن هذه العوامل أساسية لفهم الفعالية الحقيقية للاستراتيجيات أو التعديلات الجديدة في عملية الرعاية بشكل كامل. وفقًا لـ كويل وباتلز، تشمل عوامل المريض علم الوراثة والتركيبة الاجتماعية والديموغرافية والعادات الصحية والمعتقدات والمواقف والتفضيلات. وتشمل العوامل البيئية الخصائص الثقافية والاجتماعية والسياسية والشخصية والجسدية للمرضى، فضلاً عن العوامل المتعلقة بالمهنة الصحية نفسها.

## التاريخ
وصف أفيديس دونابيديان لأول مرة العناصر الثلاثة لنموذج دونابيديان في مقالته عام 1966، "تقييم جودة الرعاية الطبية". كمقدمة لتحليله للمنهجيات المستخدمة في أبحاث الخدمات الصحية، حدد دونابيديان الأبعاد الثلاثة التي يمكن استخدامها لتقييم جودة الرعاية (الهيكل والعملية والنتيجة) التي ستصبح لاحقًا الأقسام الأساسية لنموذج دونابيديان. أصبح "تقييم جودة الرعاية الطبية" أحد أكثر المقالات المتعلقة بالصحة العامة التي تم الاستشهاد بها في القرن العشرين، وحظي نموذج دونابيديان بقبول واسع النطاق.
في عام 1980، نشر دونابيديان كتابه، تعريف الجودة والنهج لتقييمها، المجلد 1: الاستكشافات في تقييم الجودة ورصدها، والتي قدمت وصفًا أكثر تعمقًا للهيكل - العملية - نموذج النتائج. ويحدد دونابيديان في كتابه مرة أخرى الهيكل والعملية والنتيجة، ويوضح أن هذه الفئات لا ينبغي الخلط بينها وبين سمات الجودة، بل هي تصنيفات لأنواع المعلومات التي يمكن الحصول عليها من أجل استنتاج ما إذا كانت جودة الرعاية رديئة أو عادلة أو جيدة. علاوة على ذلك، يقول إنه من أجل التوصل إلى استنتاجات حول الجودة، يجب أن تكون هناك علاقة راسخة بين الفئات الثلاث وأن هذه العلاقة بين الفئات هي احتمال وليس يقين.